# Celebrate the Day
Celebrate the Day (Comemore o dia) foi o hino oficial da Copa do Mundo FIFA de 2006, interpretada pelo cantor alemão Herbert Grönemeyer do álbum Voices (álbum)